# Vattenormen
Vattenormen (Hydra  på latin) är en stjärnbild på den södra stjärnhimlen Den är en av de 88 moderna stjärnbilderna som erkänns av den Internationella astronomiska unionen.
Vattenormen är störst av alla stjärnbilder och sträcker sig över en fjärdedel av stjärnhimlen.

## Historik
Vattenormen var med när stjärnbilderna listades av astronomen Klaudios Ptolemaios på 100-talet e. Kr. i hans samlingsverk Almagest.

## Mytologi
I den antika myten var Hydran, alias Vattenormen, ett månghövdat monster som hjälten Herakles/Hercules kämpade mot och slutligen besegrade.

## Stjärnor

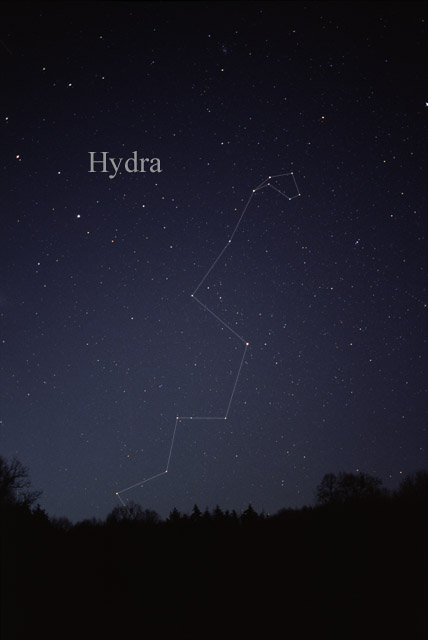
Stjärnbilden Vattenormen (Hydra) som den kan ses med blotta ögat.

Vattenormens stjärnbild sträcker sig över en fjärdedel av stjärnhimlen, men innehåller ändå inga särskilt starka stjärnor.
- α - Alphard (Alfa Hydrae) är en orange jättestjärna av spektralklass K3 II-III och magnituden 1,97.[2]
- γ - Gamma Hydrae är näst ljusstarkast med magnitud 2,99. Den är en gul jätte av spektralklass G8 III
- ζ - Zeta Hydrae är en gul jättestjärna av spektralklass G9 II och magnitud 3,10.
- β - Beta Hydrae tillhör inte de fem ljusstarkaste stjärnorna trots sin Bayer-beteckning och har magnitud 4,28.
- σ - Sigma Hydrae (Minchir) är en orange jätte av spektralklass K1 III och magnitud 4,44.
- ε - Epsilon Hydrae är en multipelstjärna med gemensam magnitud 3,38.
- ν - Ny Hydrae är en orange jätte med magnitud 3,12.
- π - Pi Hydrae är en orange stjärna på väg att bli jätte, som har spektralklass K1 III-IV och magnitud 3,25.
- δ - Delta Hydrae är en dubbelstjärna med magnitud 4,14.
- W Hydrae är en åldrande, röd jättestjärna av magnitud 7,7 som ligger 300 ljusår bort. Under 2015 hittade svenska forskare tydliga tecken på vattenånga i täta moln nära stjärnan.[8]

## Djuprymdsobjekt

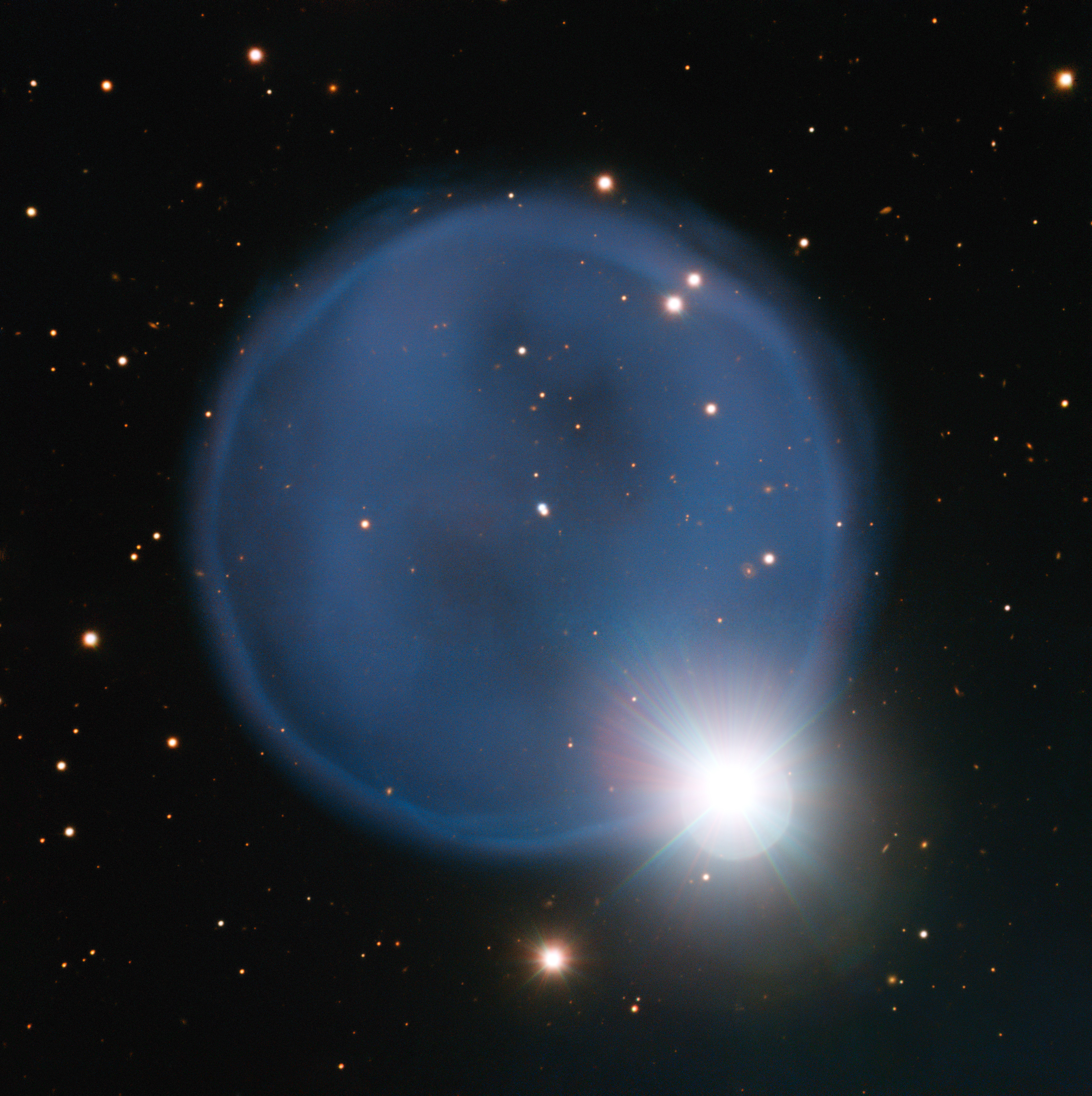
Planetariska nebulosan Abell 33 med ESO:s VLT-teleskop.

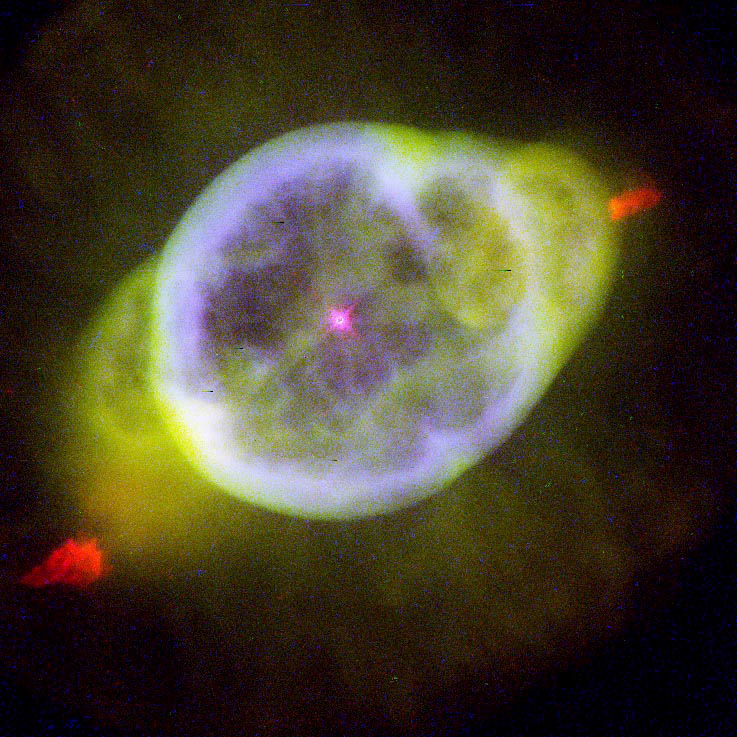
Planetariska nebulosan NGC 3242, även kallad “Jupiters vålnad.

Stjärnbilden har tre Messierobjekt och många andra objekt av intresse.

### Stjärnhopar
- Messier 48 (NGC 2548) är en öppen stjärnhop av magnitud 5,8, som är ungefär 300 miljoner år gammal.[10]
- Messier 68 (NGC 4590) är en klotformig stjärnhop på 33600 ljusårs avstånd med magnitud 9,67.
- NGC 5694 (Caldwell 66) är en av de äldsta klotformiga stjärnhoparna som astronomerna känner till i Vintergatan. Den är av magnitud 10,2.

### Galaxer
- Messier 83 (Södra Vindsnurregalaxen eller NGC 5236) är en av de närmast belägna spiralgalaxerna på stjärnhimlen. Den befinner sig på ett avstånd av 14,7 miljoner ljusår och har magnitud 7,54. Sex supernovor har observerats i galaxen under det senaste århundradet: SN 1923A, SN 1945B, SN 1950B, SN 1957D, SN 1968L och SN 1983N.
- NGC 3054 och NGC 3314 är spiralgalaxer.
- NGC 3621 är en spiralgalax av magnitud 10,0.
- NGC 3923 är en elliptisk galax.
- NGC 4980, NGC 5078 och ESO 510-G13 är spiralgalaxer.

### Nebulosor
- NGC 3242 (Caldwell 59) är en planetarisk nebulosa med magnitud 8,60. Den kallas ibland ”Jupiters vålnad”, för att den i ett teleskop mycket påminner om vår planetgranne.

## Landskapsstjärnbild
Vattenormen är Hallands landskapsstjärnbild.